# Oxytate attenuata
Oxytate attenuata är en spindelart som först beskrevs av Tamerlan Thorell 1895. Oxytate attenuata ingår i släktet Oxytate och familjen krabbspindlar.
Artens utbredningsområde är Myanmar. Inga underarter finns listade i Catalogue of Life.